# SG Wattenscheid 09 (Frauenfußball)
Die SG Wattenscheid 09 (offiziell Sportgemeinschaft 09 Wattenscheid e. V.) ist ein Sportverein aus dem Bochumer Stadtteil Wattenscheid. Die Frauenfußballabteilung bestand zwischen 1973 und 2010 und wurde im Jahre 2023 neu gegründet. In der Saison 2023/24 wurde wieder eine Mannschaft gemeldet, die in der Kreisliga Bochum startete. Die erste Mannschaft spielte zwei Jahre in der Bundesliga. Heimspielstätte war das Lohrheidestadion.

## Geschichte
Die Frauenfußballabteilung wurde im Jahre 1973 gegründet. Zwölf Jahre später gehörten die Wattenscheiderinnen zu den Gründungsmitgliedern der damals erstklassigen Regionalliga West, aus der die Mannschaft prompt abstieg. Nach dem Wiederaufstieg im Jahre 1988 folgte der erneute direkte Wiederabstieg. Erst ab 1990 konnten sich die Wattenscheiderinnen in der nunmehr zweitklassigen Regionalliga etablieren. Drei Jahre später wurde die Mannschaft Vizemeister hinter dem FC Rumeln-Kaldenhausen. Da der Nordvize FTSV Lorbeer Rothenburgsort auf die Qualifikation für die Aufstiegsrunde zur Bundesliga verzichtete rückten Wattenscheid nach und wurde hinter dem Schmalfelder SV und dem FC Rumeln-Kaldenhausen Dritter.
1994 wurde Wattenscheid Regionalligameister und schaffte am vorletzten Spieltag der Aufstiegsrunde nach einem 3:2-Sieg gegen den VfL Wittekind Wildeshausen den Bundesligaaufstieg. Der Sprung ins Oberhaus war jedoch zu groß und die Mannschaft musste in der Saison 1994/95 als Vorletzter direkte wieder absteigen. Tiefpunkt der Saison war eine 0:10-Heimniederlage gegen Grün-Weiß Brauweiler. Der direkte Wiederaufstieg wurde verpasst. Nach der Meisterschaft in der Regionalliga West brauchten die Wattenscheiderinnen am letzten Spieltag der Aufstiegsrunde einen Sieg gegen Hertha Zehlendorf. Die Berlinerinnen gewannen jedoch mit 3:0, so dass der Schmalfelder SV aufgrund der besseren Tordifferenz aufstiegen.
Auch 1997 wurde Wattenscheid Meister der Regionalliga West, verpasste in der Relegation zur eingleisigen Bundesliga den Aufstieg als Gruppenzweiter hinter dem SSV Turbine Potsdam. In den folgenden Jahren blieben die Wattenscheiderinnen eine Spitzenmannschaft der Regionalliga, ohne jedoch in die Nähe des Aufstieges zu kommen. Im Jahre 2004 gehörte die Mannschaft zu den Gründungsmitgliedern der 2. Bundesliga. Nach zwei vierten Plätzen gelang in der Saison 2006/07 der Durchbruch. Die Mannschaft konnte alle Heimspiele gewinnen und wurde Meister. Der SV Victoria Gersten wurde gar mit 10:1 besiegt. Aufgrund der finanziell schwierigen Lage des Gesamtvereins wurde über eine Abspaltung der Frauenfußballabteilung diskutiert, jedoch wurden diese Pläne verworfen.
Trotz der Verstärkung durch die Nationalspielerin Kerstin Stegemann, die in der Rückrunde als Spielertrainerin einspringen musste, musste die Mannschaft als Tabellenletzter sofort wieder absteigen. In der folgenden Spielzeit 2008/09 wurde die Mannschaft Vierter der 2. Bundesliga Süd und stellte mit Jennifer Ninaus die Torschützenkönigin der Liga. Finanziell schwer angeschlagen verließen mehrere Leistungsträgerinnen die Mannschaft, die ein Jahr später als Vorletzter absteigen musste. Am vorletzten Spieltag konnte die Mannschaft aufgrund eines personellen Engpasses nicht zum Spiel bei Werder Bremen antreten. Die SG Wattenscheid gab am 9. April 2010 bekannt aus finanziellen Gründen die Frauenfußballabteilung zum 30. Juni 2010 aufzulösen. Die Frauenfußballabteilung des VfL Bochum übernahm die Spielrechte der SG Wattenscheid 09 und den wattenscheider Spielerinnen wurde nahegelegt sich dem VfL Bochum anzuschließen.
Im Jahre 2023 wurde die Abteilung neu gegründet und startete in der Saison 2023/24 mit einer Mannschaft in der Kreisliga Bochum.

## Erfolge
- Aufstieg in die Bundesliga: 1994, 2007
- Meister der 2. Bundesliga Nord: 2006/07
- Meister der Regionalliga West: 1993/94, 1995/96, 1996/97
- Deutscher Vizemeister der B-Juniorinnen: 2003/04

## Statistik
| Saison  | Liga               | Platz | S  | U | N  | Tore  | Punkte | DFB-Pokal          | erfolgreichste Torschützin |
| ------- | ------------------ | ----- | -- | - | -- | ----- | ------ | ------------------ | -------------------------- |
| 1990/91 | Regionalliga West  | 4.    | 9  | 3 | 8  | 36:39 | 21:19  |                    |                            |
| 1991/92 | Regionalliga West  | 3.    | 9  | 5 | 4  | 45:28 | 23:13  |                    |                            |
| 1992/93 | Regionalliga West  | 2.    | 11 | 5 | 2  | 31:17 | 27:9   |                    |                            |
| 1993/94 | Regionalliga West  | 1.    | 19 | 1 | 2  | 56:13 | 39:5   |                    |                            |
| 1994/95 | Bundesliga Nord    | 9.    | 3  | 2 | 13 | 19:70 | 8:28   |                    |                            |
| 1995/96 | Regionalliga West  | 1.    | 16 | 3 | 3  | 75:23 | 51     |                    |                            |
| 1996/97 | Regionalliga West  | 1.    | 17 | 4 | 3  | 69:14 | 55     |                    |                            |
| 1997/98 | Regionalliga West  | 2.    | 16 | 4 | 2  | 67:22 | 52     |                    |                            |
| 1998/99 | Regionalliga West  | 3.    | 14 | 3 | 5  | 63:36 | 45     | Viertelfinale      |                            |
| 1999/00 | Regionalliga West  | 4.    | 10 | 5 | 7  | 55:40 | 35     | 1. Runde           |                            |
| 2000/01 | Regionalliga West  | 4.    | 12 | 1 | 7  | 59:39 | 37     | nicht qualifiziert |                            |
| 2001/02 | Regionalliga West  | 5.    | 13 | 3 | 8  | 61:46 | 42     | nicht qualifiziert |                            |
| 2002/03 | Regionalliga West  | 5.    | 11 | 6 | 7  | 47:31 | 39     | nicht qualifiziert |                            |
| 2003/04 | Regionalliga West  | 2.    | 17 | 6 | 1  | 66:18 | 57     | nicht qualifiziert |                            |
| 2004/05 | 2. Bundesliga Nord | 4.    | 13 | 3 | 6  | 65:44 | 40     | nicht qualifiziert | Carolin Hamann (17)        |
| 2005/06 | 2. Bundesliga Nord | 4.    | 13 | 2 | 7  | 68:38 | 41     | 2. Runde           | Carolin Hamann (19)        |
| 2006/07 | 2. Bundesliga Nord | 1.    | 18 | 1 | 3  | 84:23 | 55     | 2. Runde           | Jennifer Ninaus (19)       |
| 2007/08 | Bundesliga         | 12.   | 3  | 2 | 17 | 17:69 | 11     | 2. Runde           | Carolin Hamann (4)         |
| 2008/09 | 2. Bundesliga Süd  | 4.    | 13 | 3 | 6  | 44:33 | 42     | Halbfinale         | Jennifer Ninaus (20)       |
| 2009/10 | 2. Bundesliga Nord | 11.   | 4  | 1 | 17 | 20:59 | 13     | Achtelfinale       | Lisa Quast (4)             |

## Persönlichkeiten

### Spielerinnen
- Nathalie Bock
- Julia Debitzki
- Carolin Dej
- Sara Doorsoun-Khajeh
- Sabrina Dörpinghaus
- Janine Ganser
- Claudia Götte
- Jeannette Götte
- Caroline Hamann
- Lena Hohlfeld
- Mirja Kothe
- Annike Krahn
- Daniela Löwenberg
- Kyra Malinowski
- Jennifer Ninaus
- Deniz Özer
- Ramona Petzelberger
- Sarah Schröder
- Kerstin Stegemann
- Melissa Thiem
- Lena Wermelt

### Trainer
- Thomas Obliers
- Tanja Schulte